# Effectifs de la Coupe du monde de rugby à XIII 2000
 (mars 2025).
Cet article présente les effectifs de la Coupe du monde de rugby à XIII 2000.

## France
Entraîneur:  Gilles Dumas
| Nom                    | Âge | Matchs (Pts marqués) pendant l'édition | Club                     |
| ---------------------- | --- | -------------------------------------- | ------------------------ |
| Fourcade Abasse        | 20  | 0 (0)                                  | Saint-Gaudens            |
| Frédéric Banquet       | 24  | 4 (40)                                 | Villeneuve-sur-Lot       |
| Patrice Benausse       | 28  | 1 (4)                                  | Toulouse                 |
| Jean-Christophe Borlin | 23  | 0 (0)                                  | Saint-Gaudens            |
| Laurent Carrasco       | 24  | 4 (0)                                  | Villeneuve-sur-Lot       |
| Jean-Emmanuel Cassin   | 20  | 4 (8)                                  | Toulouse                 |
| Aurélien Cologni       | 22  | 0 (0)                                  | Union treiziste catalane |
| Yacine Dekkiche        | 20  | 1 (4)                                  | Avignon                  |
| David Despin           | 29  | 4 (0)                                  | Villeneuve-sur-Lot       |
| Fabien Devecchi (c)    | 25  | 4 (0)                                  | Avignon                  |
| Arnaud Dulac           | 29  | 4 (4)                                  | Saint-Gaudens            |
| Abderazak El-Khalouki  | 25  | 1 (0)                                  | Toulouse                 |
| Laurent Frayssinous    | 23  | 1 (0)                                  | Villeneuve-sur-Lot       |
| Jean-Marc Garcia       | 29  | 3 (4)                                  | Union treiziste catalane |
| Jérôme Guisset         | 22  | 4 (4)                                  | Union treiziste catalane |
| Rachid Hechiche        | 27  | 4 (8)                                  | Lyon-Villeurbanne        |
| Pascal Jampy           | 27  | 4 (16)                                 | Union treiziste catalane |
| Julien Rinaldi         | 21  | 3 (2)                                  | Villeneuve-sur-Lot       |
| Jason Sands            | 29  | 4 (0)                                  | Villefranche             |
| Claude Sirvent         | 29  | 3 (12)                                 | Saint-Gaudens            |
| Romain Sort            | 26  | 3 (0)                                  | Villeneuve-sur-Lot       |
| Gaël Tallec            | 24  | 4 (4)                                  | Halifax                  |
| Frédéric Teixido       | 28  | 4 (0)                                  | Limoux                   |
| Vincent Wulf           | 27  | 4 (0)                                  | Villeneuve-sur-Lot       |